# Deltistes
Deltistes là một chi cá trong họ Cá mõm trâu (Catostomidae) sống ở vùng Bắc Mỹ. Chi này hiện chỉ còn 1 loài tồn tại là D. luxatus, có thể tìm thấy được ở các vùng California vàOregon.

## Các loài
- †Deltistes ellipticus Miller, 1967
- Deltistes luxatus Cope, 1879
- †Deltistes owyhee Miller, 1967